# 标普道琼斯指数
标普道琼斯指数有限公司（英語：S&P Dow Jones Indices LLC）是一家总部位于美国纽约市的金融市场指数提供商，于2012年7月由标普指数公司与道琼斯指数公司合并而成。 其公司股东包括标普环球与芝商所。 标普道琼斯指数有限公司除生产、维护、授权与销售市场指数作为投资基准之外，还经营可投资产品，例如：交易型开放式指数基金、共同基金和结构型商品等。标普道琼斯指数有限公司在纽约、伦敦、法兰克福、新加坡、香港、北京和迪拜等15个城市设有办事处。
标普道琼斯指数有限公司最著名的指数产品就是标普500指数和道琼斯工业平均指数（道指）。同时公司还管理维护着全球目前仍在使用的最古老市场指数——道琼斯交通平均指数，该指数由《华尔街日报》创始人查尔斯·道于1882年创建。

## 指数定义
股價指數跟蹤某個市場，並給投資者一個單一數字來總結市場的漲跌。它使得全球的機構（和零售）投資者能夠追蹤市場或市場部門，而無需彙總其基礎組成部分。對於那些對廣泛、狹窄或極其狹窄的證券群體感興趣的人來說，這是一種方便的跟蹤方式。
養老金基金和其他資金管理者經常使用指數作為基準。這意味著“主動”投資者（那些挑選各種證券來購買並持有以獲得回報的人）會將自己的回報與基準指數（典型的市場指數）進行比較，以查看自己是否超越或低於該市場。那些不願意這樣做的投資者（那些投資於使用指數作為基礎的指數或證券的人）被稱為“被動”投資者。他們通常會將自己的投資組合與廣泛市場掛鉤，不會試圖超越傳統市場智慧。被動投資者認為，幾乎沒有任何主動投資者能夠在長期內超越整體市場。這一選擇由投資理論中的效率市場假說描述。

## 研究信息
标普道琼斯指数有限公司出版发行了一份新闻季刊《洞察力》（Insights）。 该杂志提供专门的新闻评论视频、访谈视频及报道专题供研究人员、学界人士及市场人士使用。

## 关联条目
- 道琼斯工业平均指数
- 道琼斯交通平均指数
- 标准普尔500指数
- 标准普尔100指数
- 标普中盘400指数
- 标普小盘600指数（英语：S&P 600）